# Seznam medailistů na halovém mistrovství Československa a Česka mužů a žen v běhu na 400 m
Toto je seznam medailistů na mistrovství Československé a České republiky v disciplíně běh na 400 m.

## Muži

### Běh na 300 m
| Rok          | Místo              | Zlato            | Výkon vítěze | Stříbro          | Bronz              |
| ------------ | ------------------ | ---------------- | ------------ | ---------------- | ------------------ |
| HM ČSSR 1971 | Jablonec nad Nisou | Jan Slanina      | 35,5         | Miloslav Vaníček | Igor Krupička      |
| HM ČSSR 1972 | Jablonec nad Nisou | František Štross | 34,5         | Ladislav Kříž    | Jan Slanina        |
| HM ČSSR 1973 | Jablonec nad Nisou | Ivan Daniš       | 34,4         | Miroslav Vaníček | Miroslav Kodejš    |
| HM ČSSR 1974 | Jablonec nad Nisou | Miroslav Tulis   | 35,0         | Jindřich Kohout  | Vítězslav Vostatek |
| HM ČSSR 1975 | Jablonec nad Nisou | Jindřich Kohout  | 34,8         | Ladislav Šoustar | Ján Svrček         |

### Běh na 400 m
| Rok          | Místo              | Zlato                      | Výkon vítěze   | Stříbro            | Bronz             |
| ------------ | ------------------ | -------------------------- | -------------- | ------------------ | ----------------- |
| HM ČSSR 1976 | Košice             | Vítězslav Vostatek         | 49,2           | Miroslav Procházka | Ján Svrček        |
| HM ČSSR 1977 | Ostrava            | Ladislav Kárský            | 49,6           | Miroslav Kodejš    | Karel Kolář       |
| HM ČSSR 1978 | Jablonec nad Nisou | Karel Kolář                | 48,01          | Tomáš Prax         | Miroslav Hribik   |
| HM ČSSR 1979 | Jablonec nad Nisou | Karel Kolář                | 47,35          | Dušan Malovec      | Vladimír Musil    |
| HM ČSSR 1980 | Jablonec nad Nisou | Karel Kolář                | 47,39          | Vladimír Musil     | Dušan Malovec     |
| HM ČSSR 1981 | Jablonec nad Nisou | Vladimír Musil             | 48,60          | Miroslav Turek     | Bohumil Táborský  |
| HM ČSSR 1982 | Jablonec nad Nisou | Miroslav Turek             | 49,26          | Lubor Šebesta      | Vladimír Vovčko   |
| HM ČSSR 1983 | Jablonec nad Nisou | Lubor Chválek              | 48,76          | Břetislav Zadák    | Bořivoj Lánský    |
| HM ČSSR 1984 | Jablonec nad Nisou | Miroslav Púchovský         | 47,97          | Jindřich Roun      | Pavel Hýsek       |
| HM ČSSR 1985 | Jablonec nad Nisou | Pavel Hýsek                | 47,89          | Stanislav Návesňák | Petr Mareš        |
| HM ČSSR 1986 | Jablonec nad Nisou | Martin Chrdle              | 48,25          | Zdeno Nagy         | Petr Mareš        |
| HM ČSSR 1987 | Jablonec nad Nisou | Stanislav Návesňák         | 48,67          | Jiří Janoušek      | Pavol Štenko      |
| HM ČSSR 1988 | Jablonec nad Nisou | Pavel Hýsek                | 47,43          | Stanislav Návesňák | Jindřich Pospíšil |
| HM ČSSR 1989 | Jablonec nad Nisou | Marcel Sendler             | 48,26          | Aleš Vyhnálek      | Petr Krejčíř      |
| HM ČSSR 1990 | Praha              | Luboš Balošák              | 46,94          | Radek Bartakovič   | Václav Hřích      |
| HM ČSFR 1991 | Praha              | Jiří Janoušek              | 47,55          | Václav Hřích       | Michal Báča       |
| HM ČSFR 1992 | Praha              | Jiří Janoušek              | 47,19          | Pavel Soukup       | Milan Souček      |
| HMR 1993     | Praha              | Vilém Ondráček             | 47,76          | Miloslav Sýkora    | Petr Punčochář    |
| HMR 1994     | Jablonec nad Nisou | Jiří Šveněk                | 48,51          | Petr Punčochář     | Ondřej Veselý     |
| HMR 1995     | Praha              | Lukáš Souček               | 47,84          | Jiří Benda         | Milan Vyroubal    |
| HMR 1996     | Praha              | Lukáš Souček               | 47,18          | Milan Kovář        | David Nikodým     |
| HMR 1997     | Praha              | Jiří Šveněk                | 48,13          | Jan Štejfa         | Tomáš Balcar      |
| HMR 1998     | Praha              | Jan Poděbradský            | 46,78          | Michal Škvára      | Radek Votava      |
| HMR 1999     | Praha              | Štěpán Tesařík             | 48,12          | Jan Hanzl          | Martin Braniš     |
| HMR 2000     | Praha              | Jiří Mužík                 | 46,45          | Karel Bláha        | Jan Poděbradský   |
| HMR 2001     | Praha              | Jiří Mužík                 | 46,84          | Štěpán Tesařík     | Filip Klvaňa      |
| HMR 2002     | Praha              | Jiří Mužík                 | 46,61          | Karel Bláha        | Jan Poděbradský   |
| HMR 2003     | Bratislava         | Jiří Mužík                 | 47,16          | Jan Mazanec        | Jaroslav Teplý    |
| HMR 2004     | Praha              | Karel Bláha                | 47,05          | Jan Hanzl          | Václav Bláha      |
| HMR 2005     | Praha              | Jaroslav Čech a Jiří Mužík | 47,44          | nikdo              | Jan Hanzl         |
| HMR 2006     | Praha              | Filip Klvaňa               | 47,86          | Michal Uhlík       | Ondřej Daněk      |
| HMR 2007     | Praha              | Filip Klvaňa               | 47,39          | Rudolf Götz        | Michal Uhlík      |
| HMR 2008     | Praha              | Rudolf Götz                | 47,00          | Josef Prorok       | Filip Klvaňa      |
| HMR 2009     | Praha              | Petr Szetei                | 46,96          | Rudolf Götz        | Jiří Vojtík       |
| HMR 2010     | Praha              | Jiří Vojtík                | 47,16          | Pavel Jiráň        | Petr Szetei       |
| HMR 2011     | Praha              | Jiří Vojtík                | 47,64          | Daniel Němeček     | Richard Svoboda   |
| HMR 2012     | Praha              | Theodor Jareš              | 47,19          | Josef Prorok       | Jan Tesař         |
| HMR 2013     | Praha              | Daniel Němeček             | 47,36          | Martin Čapek       | Petr Lichý        |
| HMR 2014     | Praha              | Jan Tesař                  | 47,31          | Pavel Benda        | Patrik Šorm       |
| HMR 2015     | Praha              | Pavel Maslák               | 45,27 Rek. HMR | Jan Tesař          | Patrik Šorm       |
| HMR 2016     | Ostrava            | Michal Desenský            | 46,94          | Jan Tesař          | Vít Müller        |
| HMR 2017     | Praha              | Michal Desenský            | 48,04          | Albert Holibka     | Vít Müller        |
| HMR 2018     | Praha              | Michal Desenský            | 47,12          | Jan Tesař          | Filip Šnejdr      |
| HMR 2019     | Ostrava            | Jan Tesař                  | 46,70          | Patrik Šorm        | Michal Desenský   |
| HMR 2020     | Ostrava            | Pavel Maslák               | 46,12          | Michal Desenský    | Patrik Šorm       |
| HMR 2021     | Ostrava            | Vít Müller                 | 46,31          | Patrik Šorm        | Jan Tesař         |
| HMR 2022     | Ostrava            | Patrik Šorm                | 46,36          | Pavel Maslák       | Vít Müller        |
| HMR 2023     | Ostrava            | Matěj Krsek                | 46,14          | Vít Müller         | Jan Tesař         |
| HMR 2024     | Ostrava            | Matěj Krsek                | 45,86          | Vít Müller         | Michal Desenský   |
| HMR 2025     | Ostrava            | Michal Desenský            | 46,20          | Matěj Krsek        | Milan Ščibráni    |

## Ženy

### Běh na 300 m
| Rok          | Místo              | Zlato                 | Výkon vítěze | Stříbro               | Bronz                |
| ------------ | ------------------ | --------------------- | ------------ | --------------------- | -------------------- |
| HM ČSSR 1971 | Jablonec nad Nisou | Libuše Macounová      | 39,8         | Marcela Bubáková      | Věra Mertlíková      |
| HM ČSSR 1972 | Jablonec nad Nisou | Libuše Macounová      | 40,7         | Věra Mertlíková       | Hana Slámová         |
| HM ČSSR 1973 | Jablonec nad Nisou | Libuše Macounová      | 40,4         | Vlasta Seifertová     | Jozefína Čerchlanová |
| HM ČSSR 1974 | Jablonec nad Nisou | Jarmila Kratochvílová | 40,8         | Stanislava Brunnerová | Marie Loudová        |

### Běh na 400 m
| Rok          | Místo              | Zlato                       | Výkon vítěze   | Stříbro               | Bronz                      |
| ------------ | ------------------ | --------------------------- | -------------- | --------------------- | -------------------------- |
| HM ČSSR 1975 | Jablonec nad Nisou |                             |                |                       |                            |
| HM ČSSR 1976 | Košice             | Jarmila Kratochvílová       | 57,6           | Jitka Birnbaumová     | Darina Hlaváčová           |
| HM ČSSR 1977 | Ostrava            | Jarmila Kratochvílová       | 55,9           | Stanislava Brunnerová | Dana Ptáčníková            |
| HM ČSSR 1978 | Jablonec nad Nisou | Jarmila Kratochvílová       | 54,94          | Olga Kmochová         | Šárka Vojtášková           |
| HM ČSSR 1979 | Jablonec nad Nisou | Jarmila Kratochvílová       | 52,79          | Hana Slámová          | Stanislava Brunnerová      |
| HM ČSSR 1980 | Jablonec nad Nisou | Hana Slámová                | 55,94          | Taťána Kocembová      | Alena Bulířová             |
| HM ČSSR 1981 | Jablonec nad Nisou | Dana Wildová                | 55,20          | Milena Matějkovičová  | Alena Bulířová             |
| HM ČSSR 1982 | Jablonec nad Nisou | Taťána Kocembová            | 52,25          | Alena Bulířová        | Marcela Ševčíková          |
| HM ČSSR 1983 | Jablonec nad Nisou | Taťána Kocembová            | 51,21          | Alena Bulířová        | Alena Pekárková            |
| HM ČSSR 1984 | Jablonec nad Nisou | Taťána Kocembová            | 50,76          | Jana Šlégrová         | Petra Pokorná              |
| HM ČSSR 1985 | Jablonec nad Nisou | Alena Bulířová              | 52,79          | Zuzana Votrubová      | Martina Raabová            |
| HM ČSSR 1986 | Jablonec nad Nisou | Zuzana Machotková-Votrubová | 54,77          | Helena Dziurová       | Štěpánka Sokolová          |
| HM ČSSR 1987 | Jablonec nad Nisou | Zuzana Machotková           | 55,39          | Helena Dziurová       | Bohumila Lukasová          |
| HM ČSSR 1988 | Jablonec nad Nisou | Alena Paříková              | 53,09          | Helena Dziurová       | Zuzana Machotková          |
| HM ČSSR 1989 | Jablonec nad Nisou | Helena Dziurová             | 54,31          | Zuzana Machotková     | Hana Nováková              |
| HM ČSSR 1990 | Praha              | Jana Blažková-Pěnkavová     | 54,75          | Zuzana Machotková     | Hana Nováková              |
| HM ČSFR 1991 | Praha              | Jana Blažková               | 55,12          | Naděžda Tomšová       | Marcela Tomšová            |
| HM ČSFR 1992 | Praha              | Milena Strnadová            | 54,56          | Helena Dziurová       | Iveta Pořízková            |
| HMR 1993     | Praha              | Naděžda Koštovalová         | 53,8           | Ludmila Formanová     | Yveta Pořízková            |
| HMR 1994     | Jablonec nad Nisou | Ludmila Formanová           | 53,45          | Helena Dziurová       | Eva Kasalová               |
| HMR 1995     | Praha              | Helena Dziurová             | 52,27          | Hana Benešová         | Denisa Obdržálková-Němcová |
| HMR 1996     | Praha              | Erika Suchovská             | 52,08          | Hana Benešová         | Naděžda Koštovalová        |
| HMR 1997     | Praha              | Hana Benešová               | 52,12          | Helena Fuchsová       | Naděžda Koštovalová        |
| HMR 1998     | Praha              | Jitka Burianová             | 54,19          | Martina Morawska      | Denisa Glozarová           |
| HMR 1999     | Praha              | Martina Morawska            | 55,24          | Věra Suchomelová      | Lucie Hošková              |
| HMR 2000     | Praha              | Jitka Burianová             | 52,51          | Tereza Žížalová       | Denisa Krejčová            |
| HMR 2001     | Praha              | Helena Fuchsová             | 51,99          | Jitka Burianová       | Tereza Žížalová            |
| HMR 2002     | Praha              | Helena Fuchsová             | 54,10          | Jitka Burianová       | Tereza Žížalová            |
| HMR 2003     | Bratislava         | Markéta Pernická            | 57,02          | Věra Suchomelová      | Drahomíra Eidrnová         |
| HMR 2004     | Praha              | Jitka Bartoničková          | 55,26          | Zuzana Bergrová       | Michaela Rinková           |
| HMR 2005     | Praha              | Zuzana Hejnová              | 54,08          | Jitka Bartoničková    | Ivana Johnová              |
| HMR 2006     | Praha              | Jitka Bartoničková          | 53,6           | Zuzana Hejnová        | Zuzana Bergrová            |
| HMR 2007     | Praha              | Zuzana Hejnová              | 53,49          | Jitka Bartoničková    | Eva Follnerová             |
| HMR 2008     | Praha              | Zuzana Hejnová              | 52,82          | Zuzana Bergrová       | Jitka Bartoničková         |
| HMR 2009     | Praha              | Zuzana Hejnová              | 53,82          | Jitka Bartoničková    | Drahomíra Eidrnová         |
| HMR 2010     | Praha              | Denisa Rosolová             | 53,34          | Jitka Bartoničková    | Kristina Volfová           |
| HMR 2011     | Praha              | Veronika Šťastná            | 57,41          | Zlata Polonyiová      | Eliška Kutrová             |
| HMR 2012     | Praha              | Zuzana Hejnová              | 53,58          | Lenka Masná           | Jitka Bartoničková         |
| HMR 2013     | Praha              | Lenka Masná                 | 53,79          | Jitka Bartoničková    | Zdeňka Seidlová            |
| HMR 2014     | Praha              | Helena Jiranová             | 54,62          | Zdeňka Seidlová       | Jana Slavíková             |
| HMR 2015     | Praha              | Zuzana Hejnová              | 52,76          | Helena Jiranová       | Zdeňka Seidlová            |
| HMR 2016     | Ostrava            | Zuzana Hejnová              | 52,34          | Zdeňka Seidlová       | Helena Jiranová            |
| HMR 2017     | Praha              | Marcela Pírková             | 54,16          | Barbora Malíková      | Alena Symerská             |
| HMR 2018     | Praha              | Martina Hofmanová           | 53,64          | Marcela Pírková       | Tereza Petržilková         |
| HMR 2019     | Ostrava            | Lada Vondrová               | 52,67          | Zuzana Hejnová        | Tereza Petržilková         |
| HMR 2020     | Ostrava            | Lada Vondrová               | 51,82          | Martina Hofmanová     | Tereza Jonášová            |
| HMR 2021     | Ostrava            | Lada Vondrová               | 52,20          | Tereza Petržilková    | Zdeňka Seidlová            |
| HMR 2022     | Ostrava            | Lada Vondrová               | 51,90          | Tereza Petržilková    | Dorota Skřivanová          |
| HMR 2023     | Ostrava            | Tereza Petržilková          | 52,19          | Marcela Pírková       | Nikola Bendová             |
| HMR 2024     | Ostrava            | Lada Vondrová               | 51,41 Rek. HMR | Tereza Petržilková    | Terezie Táborská           |
| HMR 2025     | Ostrava            | Nikoleta Jíchová            | 52,10          | Tereza Petržilková    | Marcela Pírková            |